# Caecilia Loots
Caecilia Antonia Maria Loots, detta Cilia o Tante Ciel (Haarlem, 27 dicembre 1903 – Leusden, 13 maggio 1988), è stata un'insegnante e partigiana olandese, riconosciuta come giusta tra le nazioni da Yad Vashem per aver nascosto dei bambini ebrei e alcuni adulti durante l'Olocausto.

## Biografia
Caecilia Loots, soprannominata "Tante Ciel", nacque nel 1903 ad Haarlem, nei Paesi Bassi. Gestiva una scuola privata per bambini con gravi difficoltà di apprendimento ad Amersfoort, nell'Utrecht. Nel 1942, su richiesta di un'amica, decise di nascondere alcuni bambini ebrei nella sua scuola. I primi ad arrivare furono Caroline (Lineke) Sons, 7 anni, e la sorellina Marian (Janneke), 4 anni, poi, dopo un paio di mesi, arrivarono anche Dori e Joost van Cleef, Miriam Emanuel, Simone Paur (12 anni), Betty Springer (17 anni) e un bambino piccolo di nome Rosen. Caecilia era assistita nelle faccende domestiche dalla 17enne Dina van Heiningen (in seguito van der Geld), la quale era perfettamente a conoscenza della presenza di bambini ebrei nella scuola, e nonostante ciò continuò a darle una mano. 
La scuola della Loots era un luogo rischioso in cui nascondere dei bambini, in quanto vicina al campo di internamento di Amersfoort; per questo motivo nella mansarda venne creato un nascondiglio di emergenza, il quale però fu utilizzato raramente. Nella casa di Caecilia vennero nascosti anche alcuni adulti e si tennero vari incontri clandestini tra membri della resistenza olandese, della quale lei faceva parte. L'11 novembre 1969 la Loots fu riconosciuta come giusta tra le nazioni da Yad Vashem. Morì nel 1988 all'età di 84 anni e fu sepolta a Leusden.